# El vicari d'Olot
El vicari d'Olot és una pel·lícula còmica catalana de 1981, dirigida per Ventura Pons i amb guió d'Emili Teixidor. La pel·lícula fou rodada en català i estrenada a Barcelona el 9 de març de 1981. El 19 de març de 1988 es va emetre per primera vegada pel canal de televisió pública catalana de TV3.

## Argument
A la capital de la Garrotxa, Olot, aprofiten la visita d'una autoritat eclesiàstica, en període de vacances, per a organitzar unes jornades sobre el tema de la religió i el sexe en l'actualitat. Això provoca que el poble es divideixi en dos bàndols, els que estan a favor i els que estan en contra del "Congrés", fins que finalment després d'una sèrie de negociacions entre ambdós bàndols, s'arriba al consens. Una sèrie de personatges típics del poble portaran al feliç final la història, a través de diverses situacions de caràcter còmic i satíric.

## Producció

### Llocs de rodatge
El film fou rodat a Terrassa, Sant Boi de Llobregat, Cornellà de Llobregat i Barcelona, com a la seu de Germinal Films, S. Coop. Ltda. al carrer Comtal, 20 (Palau del Baró de Vilagaià).

## Repartiment
- Enric Majó: Mossèn Juli
- Enric Cusí: Bernat
- Fernando Guillén: Senyor Ramon
- Joan Monleón: Monsenyor
- Rosa Maria Sardà: Ramoneta
- Maria Aurèlia Capmany: Filomena
- Cristine Berna: Cristine
- Marina Rossell: Clotilde
- Núria Feliu: Matilde
- Carla Cristi: Nena
- Marta May: Senyora Maria
- Carme Pérez: Eulàlia
- Jordi Brau: Aleix
- Rosa Morata: Maria
- Montserrat Carulla: Mare de Maria
- Carles Lloret: Pare de Maria
- Antonio Rovira: Rector
- Mary Santpere: Mare Bigotis
- Anna Lizaran: Sor Mel·líflua
- Cristina Álvarez: Berta
- Joan Borràs: Alcalde
- Maribel Altés: Prostituta
- Rosa Novell: Prostituta
- Amparo Moreno: Prostituta

## Rebuda
«El guió d'El vicari d'Olot -que en la seva versió castellana s'anomenarà Donde hay pelo hay alegría- és obra d'Emili Teixidor [...]. La cinta és plena de gags, en un aire costumista de crítica i nostàlgia envers els típics embolics que es donaven -i es continuen donant- a les poblacions rurals. «És una mica […] fer picades d'ullet sobre temes de sexualitat. Bàsicament, es tracta d'una pel·lícula de sexe i religió, sense arribar a ser de classificació S, i dirigida al gran públic».